# Parti des dirigeants du Vanuatu
Le Parti des dirigeants du Vanuatu (en anglais : Leaders Party of Vanuatu, LPV) est un parti politique du Vanuatu.

## Histoire
Le parti est formé en 2015 par Jotham Napat, ancien directeur général du Ministère de l'Infrastructure et des Services publics. Lors des élections législatives de 2016 le parti présente cinq candidats et remporte un siège avec Jotham Napat dans la circonscription de Tanna,. Le parti remporte quatre sièges supplémentaires lors des élections de 2020.

## Résultats électoraux

### Élections législatives
| Année | Voix   | %     | Élus   | Rang |
| ----- | ------ | ----- | ------ | ---- |
| 2016  | 2 459  | 2,17  | 1 / 52 | 13e  |
| 2020  | 17 992 | 14,49 | 5 / 52 | 1re  |
| 2022  | 9 736  | 7,36  | 5 / 52 | 4e   |
| 2025  | 16 183 | 11,07 | 9 / 52 | 1re  |